# Alberto Alonso
Alberto Julio Rayneri Alonso (La Habana, 22 de mayo de 1917-Gainesville, Estados Unidos, 31 de diciembre de 2007) fue un bailarín y coreógrafo cubano, hermano de Fernando Alonso, y cuñado de Alicia Alonso (nacida Martínez). Considerado el primer bailarín clásico profesional cubano, hizo grandes aportes al desarrollo de lo que es actualmente conocido como el estilo “cubano” de ballet, una combinación del estilo clásico ruso, técnicas occidentales modernas y elementos tradicionales cubanos.

## Biografía
Alonso nació en La Habana, Cuba. Después de terminar estudios superiores en Springhill College en Mobile, Alabama, regresó a Cuba donde comenzó a entrenar en ballet clásico en la escuela de artes de la Sociedad Pro-Arte Musical de La Habana, que era dirigida por su madre, Laura Rayneri.
Invitado por el Coronel Vasili de Basil, estudió en París con varios maestros, entre ellos Olga Preobrazhenska y Idzikowski. De 1935 a 1940, tuvo roles principales en varios ballets creados por Michel Fokine para los Ballets Russes de Monte-Carlo. Al dejar Europa con el comienzo de la II Guerra Mundial, se dirigió a los Estados Unidos, donde bailó con el American Ballet Theatre de 1943 a 1945, en ballets creadas por Fokine, George Balanchine y Leonid Massine.
De regreso a Cuba en 1948, fundó con Alicia y Fernando Alonso el Ballet Alicia Alonso, siendo su director artístico y coreógrafo. Después de la Revolución Cubana el Ballet Alicia Alonso asume el nombre de Ballet Nacional de Cuba.
De 1939 a 1944, estuvo casado con Alexandra Denisova, bailarina canadiense de los Ballets Russes de Monte-Carlo. En 1946, casó con Elena del Cueto, bailarina cubana, hasta que esta partió para los Estados Unidos en 1962 después de la Revolución Cubana. En 1964, se casó con la rumbera y actriz cubana Sonia Calero hasta la muerte de ésta. De ese matrimonio nació un hijo, Alberto Jr.
Dejó Cuba en 1993 con su tercera esposa, estableciéndose hasta su muerte en la ciudad de Gainesville, en el estado de Florida, EE. UU. En esta ciudad fue maestro artista residente en el Santa Fe Community College y coreógrafo residente del Dance Theater of Santa Fe. Continuó también su labor como coreógrafo para otras compañías, entre ellas el Ballet Hispánico (1993) y el Teatro Bolshói (2005), donde montó Carmen Suite para Svetlana Zajárova.

## Obra coreográfica
A partir de 1942 comenzó su labor como maestro de ballet y coreógrafo, con obras como:
- "Antes del Alba" (1948), música de Hilario González, libreto de Francisco Martínez Allende, decorados de Carlos Enríquez;
- "Rapsodia Negra" (1953), música de Ernesto Lecuona;
- "La Rebambaramba" (1957), música de Amadeo Roldán, con textos de Alejo Carpentier;
- "El Solar” (1965), música de Tony Taño, filmado con el nombre de "Un día en el solar”[3] por Eduardo Manet (con el Conjunto Experimental de Danza);
- "Espacio y movimiento (1966), música de Stravinsky, premiado en Varna en 1968;
- “El güije” (1967), sobre textos de Nicolás Guillén y Oscar Hurtado, música de Juan Blanco;
- "Un retablo para Romeo y Julieta" (1969), con música de Romeo y Julieta por Berlioz).

También incursionó desde 1950 en el género del teatro musical con coreografías para la televisión, el cabaret, y en 1962-1967, el Conjunto Experimental de Danza de La Habana.
Su ballet más conocido es Carmen Suite, con música compuesta por Rodión Shchedrín y decorados de Borís Messerer. Fue creado en 1967 para Maya Plisétskaya en el Ballet Bólshoi, y simultáneamente para Alicia Alonso en el Ballet Nacional de Cuba, siendo retomado por otras compañías, entre otras el Teatro Colón de Buenos Aires y el Teatro Mariinski de San Petersburgo. El ballet ha sido filmado en múltiples ocasiones: en 1968 (dir. Vadim Derbeniov) y 1978 (dir. Feliks Slidóvker) con Maya Plisétskaya, en 1968 y 1972 con el Ballet Nacional de Cuba.